# Satyricon (film, 1969)
Pour les articles homonymes, voir Satyricon (homonymie).
Pour plus de détails, voir Fiche technique et Distribution.
Satyricon (Fellini Satyricon) est un film franco-italien réalisé par Federico Fellini et sorti en 1969. Il est adapté du roman éponyme attribué à l'écrivain latin Pétrone.

## Synopsis
Dans la Rome antique, Encolpe et Ascylte, deux étudiants qui cohabitent dans le quartier souterrain de Subure où ils vivent de rapines, se disputent les faveurs de leur jeune esclave Giton. Les trois comparses, tour à tour désunis et réunis, vont vivre différentes histoires au gré de leurs rencontres. Encolpe va assister au festin du nouveau riche affranchi Trimalcion tandis qu’on retrouve le trio prisonnier du terrible Lichas. Après l’assassinat de ce dernier et la chute de César, ce qui nous vaut de perdre de vue Giton, on rejoint Encolpe et Ascylte libérés qui passent un moment de répit dans une riche demeure désertée. Plus tard, ils enlèvent, en compagnie d’un brigand, un hermaphrodite censé être doté de certains pouvoirs. Ensuite, si Encolpe sort indemne de son combat avec le fabuleux Minotaure, il y laisse sa virilité. En compagnie d’Ascylte, il n’a alors de cesse de la retrouver en s’aventurant dans des contrées magiques ou ensorcelées comme le Jardin des délices ou celle de la légendaire Œnothée. Aux confins du pays, Ascylte perd la vie tandis qu’Encolpe recouvre sa virilité avant de s’embarquer vers une nouvelle île et une vie d’une autre dimension.

## Fiche technique

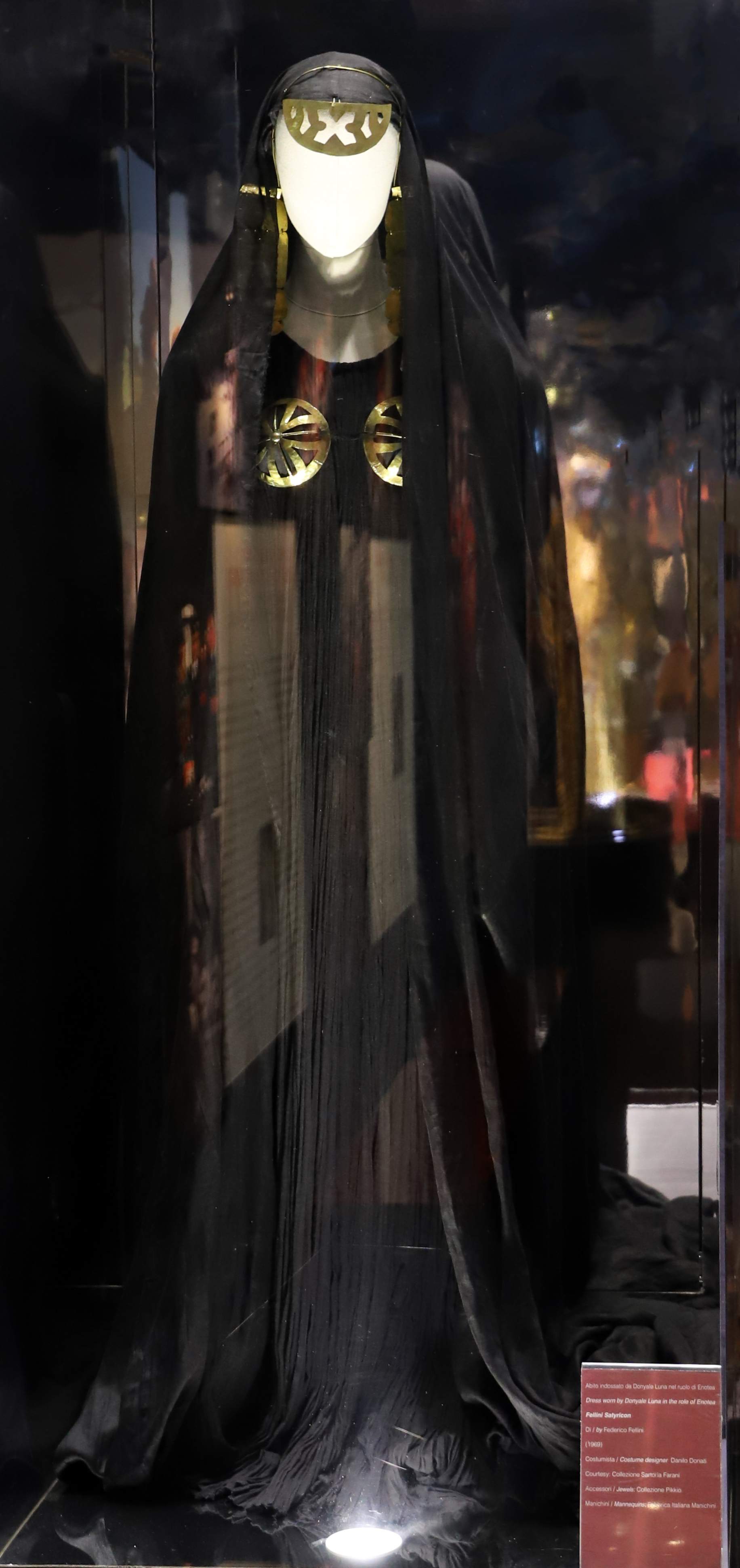
Robe de Danilo Donati pour Donyale Luna dans le rôle d'Œnothée.

- Titre original : Fellini Satyricon
- Titre français : Satyricon
- Réalisation : Federico Fellini
- Assistants : Maurizio Mein, Liliana Betti et Lia Consalvo
- Scénario : Federico Fellini en collaboration avec Bernardino Zapponi et Brunello Rondi, d'après l'œuvre attribuée à Caius Petronius Arbiter, dit Pétrone
- Traduction pour le latin : Luca Canali
- Décors : Danilo Donati, Luigi Scaccianoce, Federico Fellini
- Costumes : Danilo Donati
- Directeur construction décors : Giorgio Giovannini
- Conseiller pictural : Antonio Scordia
- Superviseur pictural : Italo Tomassi
- Assistants-décorateur : Dante Ferretti et Carlo Agata
- Assistants-costumier : Franco Antonelli, Renzo Bronchi, Dafne Cirrochi et Farani
- Maquillages : Pierino Tosi
- Coiffures : Luciano Vito
- Perruques et masques : Rino Carboni
- Photographie : Giuseppe Rotunno
- Effets optiques : Joseph Natanson
- Cadrage : Giuseppe Maccari
- Son : Oscar De Arcangelis
- Montage : Ruggero Mastroianni assisté d'Adriana Olasio
- Superviseur montage : Enzo Ocone
- Liaison : Norma Giacchero
- Effets spéciaux : Adriano Pischiutta
- Musique originale : Nino Rota
- Contribution musicale : Tod Docksader, Ilhan Mimaroglu, Andrew Rudin[2],[3]
- Casting : Enzo Provenzale
- Production : Alberto Grimaldi
- Directeur de production : Roberto Cocco
- Superviseur production : Lamberto Pippia
- Sociétés de production : Produzioni Europee Associati (Italie), Les Artistes associés (France)
- Sociétés de distribution : Les Artistes associés (distributeur d'origine, France), Park Circus Films[4] (France)
- Pays d'origine :  Italie,  France
- Langues originales : italien, latin
- Format : couleur (DeLuxe) — 35 mm — 2,35:1 (Panavision) — son Dolby
- Genre : comédie dramatique, péplum
- Durée : 129 minutes
- Dates de sortie : 
  - Italie : 4 septembre 1969 (Mostra de Venise)
  - France : 19 décembre 1969
- (fr) Classifications et visa CNC : mention « interdit aux –12 ans », Art et Essai, visa no 35179 délivré le 18 décembre 1969
- Affiche : Jouineau Bourduge (France)

## Distribution
- Martin Potter : Encolpe
- Hiram Keller : Ascylte
- Max Born : Giton
- Magali Noël : Fortunata
- Alain Cuny : Lichas
- Capucine : Tryphène
- Salvo Randone : Eumolpe
- Lucia Bosè : la matrone suicidée
- Mario Romagnoli[Note 1] : Trimalcion
- Fanfulla : Vernacchio
- Donyale Luna : Œnothée
- Joseph Wheeler : le patricien suicidé
- Tanya Lopert : César
- Gordon Mitchell : le brigand
- Luigi Montefiori (George Eastman) : le Minotaure
- Hylette Adolphe : l'esclave orientale des suicidés
- Silvio Belusci : le nain
- Pasquale Fasciano : le sorcier
- Patricia Hartley : l'assistante du sorcier
- Sibilla Sedat : la nymphomane
- Lorenzo Piani : le mari de la nymphomane
- Luigi Zerbinati : le vieux conteur
- Gennaro Sabatino : le passeur
- Marcella Di Folco : le proconsul
- Elisa Mainardi : Ariane
- Pascale Baldassarre : l'hermaphrodite
- Danica La Loggia : Scintilla
- Maria de Sisti : la grosse du bordel
- Giuseppe Sanvitale : Abinna
- Carlo Giordana : le capitaine

## Production

### Historique
- Fellini versus Polidoro : à cause du réalisateur Gian Luigi Polidoro qui l'a devancé de quelques mois dans la réalisation de sa version du Satyricon (1968), Fellini a dû rajouter son nom au titre de son film, après avoir perdu son procès contre Polidoro. Pour ne pas concurrencer la version de Fellini, United Artists acheta le film de Polidoro[5].
- Accroche française : « Un monde cruel et animal où le péché n'existe pas. »
- Accroches américaines : « Rome before Christ. After Fellini. » Et aussi : « If you see with innocent eyes, everything is divine » (Fellini).

### Tournage
- Période de prises de vue : 9 novembre 1968 à mai 1969[2].
- Intérieurs : plateau 5 des studios Cinecittà (Rome)[2].
- Extérieurs : Rome (Colisée), région du Latium (Fiumicino, hameaux de Fregene et Focene (it)), province de Latina (îles Pontines, Ponza), mer Tyrrhénienne.
- On doit la beauté picturale du Satyricon au directeur de la photo Giuseppe Rotunno dont Ava Gardner a dit : « Le plus grand cameraman que je connaisse »[6].
- « Fellini tourne Satyricon » par Gideon Bachmann : le journaliste et cinéaste Gideon Bachmann a filmé, interviewé et parfois énervé Fellini durant le tournage de son Satyricon en 1968. Il en reste un reportage, Ciao Federico ! présenté en Hommage à Fellini au festival de Cannes en 2003.

## Origine du film
Fondements de l'œuvre exposés par son réalisateur :

« J'avais relu Pétrone et j'avais été fort séduit par un détail que je n'avais pas su remarquer auparavant : les parties qui manquent, donc l'obscurité entre un épisode et l'autre. […] Cette histoire de fragments me fascinait pour de bon. […] Le livre me fait penser aux colonnes, aux têtes, aux yeux qui manquent, aux nez brisés, à toute la scénographie nécrologique de l'Appia Antica, voire en général aux musées archéologiques. Des fragments épars, des lambeaux qui resurgissent de ce qui pouvait bien être tenu aussi pour un songe, en grande partie remué et oublié. Non point une époque historique, qu'il est possible de reconstituer philologiquement d'après les documents, qui est attestée de manière positive, mais une grande galaxie onirique, plongée dans l'obscurité, au milieu de l'étincellement d'éclats flottants qui sont parvenus jusqu'à nous. Je crois que j'ai été séduit par la possibilité de reconstruire ce rêve, sa transparence énigmatique, sa clarté indéchiffrable. […] Le monde antique, me disais-je, n'a jamais existé, mais, indubitablement, nous l'avons rêvé. »

— Fellini par Fellini, entretiens avec Giovanni Grazzini, pp.139-140.

## Accueil
La sortie du film fit une profonde impression : les festins de Trimalcion furent parodiés dans la bande dessinée Astérix chez les Helvètes.

« Le film a été présenté en avant-première au Madison Square Garden, aussitôt après un concert de rock. Il y avait quelque dix mille jeunes gens. On respirait l'héroïne et le haschich dans la fumée de la salle. […] La projection ne fut qu'enthousiasme. À chaque plan, les gosses applaudissaient ; nombre d'entre eux dormaient, d'autres faisaient l'amour. Dans ce chaos total, le film se déroulait implacablement sur un écran gigantesque qui semblait refléter l'image de ce qui avait lieu dans la salle même. Satyricon semblait avoir trouvé son site naturel, de manière imprévisible et mystérieuse, dans ce milieu parmi les plus improbables. Il semblait bien n'être plus à moi, dans la révélation soudaine d'une entente aussi secrète, de liens aussi subtils et jamais interrompus, entre l'antique Rome de la mémoire et ce public fantastique de l'avenir. »

— Fellini par Fellini, entretiens avec Giovanni Grazzini, pp.140-141.

« Pauvre Fellini ! Son génie ne le lâche pas. Inguérissable, qu'il est. Voici son dernier chef-d'œuvre. […] C'est le film le plus génial de Fellini certainement, car il y a longtemps que je n'avais autant regardé ma montre pendant une projection et autant lorgné du côté de la sortie. Ah ! Qu'il avait donc du talent, Fellini, quand il n'avait que du talent ! »

— Michel Duran, Le Canard enchaîné, 17 décembre 1969.

« Le film se présente comme un chef-d'œuvre de cinéma à l'état pur, une création intime et personnelle, un feu d'artifice d'images bouleversantes de beauté. Que la démarche ne soit pas cartésienne, qu'il y ait dans le Satyricon beaucoup de rhétorique et de pathos, cela n'enlève rien à l’étonnante création de Fellini. […] C'est un film à dimensions multiples : on y sent la respiration du géant du cinéma qu'est l’auteur et sa volonté de faire autre chose que du carton-pâte. […] Il y a peu de cinéastes vivants capables de nous faire éprouver de pareilles émotions aujourd'hui. »

— Henry Chapier, Combat, 5 septembre 1969.

« C'est les yeux grands ouverts, toutes barrières mentales abolies, qu'il faut se laisser sombrer dans ce torrent halluciné, ce poème-fleuve d'une beauté monstrueuse et qui fait peur. Le Satyricon de Fellini est un film de médium qui fait appel aux forces obscures les plus élémentaires de l'âme. On ne l’approche pas sans alarme. »

— Claude Veillot, L'Express, 8 décembre 1969.

« Le spectacle est prodigieux. Terrible et sublime à la fois, parce que Fellini transcende la laideur en beauté. Son art de la mise en scène, son génie plastique, cette inspiration baroque qui lui permet d'orchestrer en virtuose ses délires, cette aisance de grand seigneur pour tirer parti des gigantesques moyens offerts à sa prodigalité, nous valent des séquences inoubliables. Il arrive pourtant que cette suite de “tableaux” sans structure dramatique crée à la longue une impression de monotonie. […] Prise séparément, chaque image nous émerveille. Mais, au-delà de cet émerveillement, nous ne ressentons rien, sinon le vague effroi et le triste dégoût que peut provoquer une réunion de monstres au milieu de cadavres. »

— Jean de Baroncelli, Le Monde, 20 décembre 1969.

« C'est un délire grandiose. Et d'une beauté plastique à vous couper le souffle. Une succession de plans dont on voudrait suspendre à chaque instant le flot, le temps d'admirer à loisir — et d'identifier — la référence implicite à tel ou tel peintre. […] Ce film est un film de peintre. Fellini-Satyricon donne l'impression d'un somptueux musée non plus imaginaire mais animé d'un mouvement à la fois ample comme celui d'un fleuve, et tourmenté comme si ce fleuve était coupé de rapides et de gouffres où tourbillonner. »

— Jean-Louis Bory, Le Nouvel Observateur, 15 décembre 1969.

## Postérité
Pour fêter les 50 ans de la sortie du film en France, le CNC rend hommage à cette œuvre du patrimoine cinématographique : « Le 19 décembre 1969, la France découvrait l’adaptation d’un des plus mystérieux ouvrages de la littérature latine par Federico Fellini. Retour sur un classique du 7e Art. […] Un ouvrage essentiel dans la vie de Fellini. […] Une œuvre clé dans son parcours. À la fin des années 60, alors que Fellini se lance dans Satyricon, deux grands mouvements cinématographiques semblent en voie de disparition : la Nouvelle Vague et le Néo-réalisme. Pleinement conscient de ce moment de bascule, le cinéaste italien va donc pousser encore plus loin les curseurs de l’onirisme de son Juliette des esprits. Son Satyricon sera une œuvre à la démesure assumée, où il se débarrasse de ses oripeaux néo-réalistes pour trouver une inspiration nouvelle dans le foisonnement de la Rome de la décadence. […] Un film qui a divisé. En tissant des liens entre son époque et la Rome antique, rongée par une avidité de sexe, de bouffe et d’argent, Fellini a évidemment fait grincer des dents. Avec son style baroque et l’absence revendiquée de cadre, il a aussi perdu nombre de critiques en chemin [voir notamment les critiques de la section « Accueil »]. […] Le public français a tranché en faveur de Fellini en se déplaçant en masse à la découverte de Satyricon : plus de 1,2 million d’entrées. Le cinéaste italien ne fera jamais mieux dans la suite de sa carrière ».

## Distinctions

### Récompenses
- Mostra de Venise 1969 : Prix Pasinetti (it) du meilleur film italien à Federico Fellini.
- Syndicat national des journalistes cinématographiques italiens 1970 :  
  - Ruban d'argent de la meilleure photographie à Giuseppe Rotunno,
  - Ruban d'argent des meilleurs costumes à Danilo Donati,
  - Ruban d'argent des meilleurs décors et meilleure scénographie à Danilo Donati et Luigi Scaccianoce,
  - Ruban d'argent du meilleur acteur dans un rôle secondaire à Fanfulla.

### Nominations
- Golden Globes 1970 : nomination pour le Golden Globe du meilleur film étranger.
- New York Film Critics Circle Awards 1970 : Federico Fellini nommé pour le prix du meilleur réalisateur.
- Syndicat national des journalistes cinématographiques italiens 1970 : 
  - Federico Fellini nommé pour le Ruban d'argent du meilleur réalisateur,
  - Lucia Bosé nommée pour Ruban d'argent de la meilleure actrice dans un second rôle,
  - Nino Rota nommé pour le Ruban d'argent de la meilleure musique.
- Laurel Awards 1971 : 
  - Nomination pour le prix du meilleur film étranger,
  - Martin Potter nommé pour le prix de la star masculine de demain (10e place).
- Oscars 1971 : Federico Fellini nommé pour l’Oscar du meilleur réalisateur.

## Vidéographie
- 1969 : Teatro numero 5, un film de Dominique Delouche - Durée 15 minutes
- 2003 : Ciao Federico !, un film de Gideon Bachmann — Durée 60 min (1971) + bonus : Fellinikon, Le Monde de Fellini et des rushes — Durée 60 min — 1 DVD 9 remastérisé — Carlotta Films/Columbia Tristar
- 2004 : Fellini Satyricon (1969) — Durée 124 min + bonus — 1 DVD zone 2 — MGM Home Entertainment
- 2019 : Fellini Satyricon, Potemkine Films, 7 mai 2019, Combo DVD + Blu-ray, nouvelle restauration 4K, son DTS-HD DUAL mono, 129 minutes [présentation en ligne] : VO italienne (sous-titres français) + version française, inclus bonus Teatro numero 5, making-of (15 min) de Dominique Delouche et son interview (36 min) + interview d'Italo Moscati (en), écrivain et critique spécialiste de l'œuvre de Fellini (16 min).